# Circuit masculin de l'ITF 2018
Navigation
Saison 2017 Saison 2019
Le circuit masculin de l'ITF 2018 est la saison 2018 du circuit de tennis masculin organisé par l'ITF. Il représente l'échelon le plus bas des circuits de tennis professionnels, après l'ATP World Tour et l'ATP Challenger Tour. Les tournois qui le composent sont communément appelés Futures ; ils sont dotés de 15 000 ou 25 000 $ et incluent ou non l'hébergement.

## Primes et dotations des tournois
Les tournois Futures distribuent des points pour le classement ATP.
| Catégorie du tournoi | V  | F  | DF | QF | T2 | T1 |
| -------------------- | -- | -- | -- | -- | -- | -- |
| Futures 25 000 $ +H  | 35 | 20 | 10 | 4  | 1  | 0  |
| Futures 25 000 $     | 27 | 15 | 8  | 3  | 1  | 0  |
| Futures 15 000 $     | 18 | 10 | 6  | 2  | 1  | 0  |

## Résultats

### Janvier
| Date        | Lieu du tournoi        | Surface             | Dotation | Vainqueur                  | Finaliste               | Score             |
| ----------- | ---------------------- | ------------------- | -------- | -------------------------- | ----------------------- | ----------------- |
| 1er janvier | F1, Los Angeles        | Dur                 | 25 000 $ | Karue Sell                 | Christopher Eubanks     | 65-7, 6-2, 6-2    |
| 1er janvier | F6, Hong Kong          | Dur                 | 15 000 $ | Matteo Viola               | Harri Heliövaara        | 3-6, 6-2, 7-65    |
| 8 janvier   | F2, Long Beach         | Dur                 | 25 000 $ | Collin Altamirano          | Emilio Gómez            | 6-1, 7-5          |
| 8 janvier   | F1, Anning             | Terre battue        | 15 000 $ | Yuta Shimizu               | Wang Huixin             | 69-7, 6-1, 6-2    |
| 8 janvier   | F1, Bagnoles-de-l'Orne | Terre battue (int.) | 15 000 $ | Grégoire Barrère           | Boy Westerhof           | 6-4, 7-5          |
| 8 janvier   | F1, Schwieberdingen    | Moquette (int.)     | 15 000 $ | Daniel Masur               | Kevin Krawietz          | 6-2, 7-5          |
| 8 janvier   | F1, Hammamet           | Terre battue        | 15 000 $ | Sergio Gutiérrez Ferrol    | Jeremy Jahn             | 4-6, 6-3, 4-0 ab. |
| 8 janvier   | F1, Antalya            | Dur                 | 15 000 $ | Gianluigi Quinzi           | Marc Sieber             | 3-6, 6-3, 6-3     |
| 8 janvier   | F3, Naples             | Terre battue        | 15 000 $ | Javier Martí               | Louis Wessels           | 6-4, 6-0          |
| 15 janvier  | F2, Anning             | Terre battue        | 15 000 $ | Yang Tsung-hua             | Steven Diez             | 6-3, 3-6, 7-64    |
| 15 janvier  | F1, Charm el-Cheikh    | Dur                 | 15 000 $ | Aslan Karatsev             | Yannick Mertens         | 6-1, 6-2          |
| 15 janvier  | F2, Bressuire          | Dur (int.)          | 15 000 $ | Grégoire Barrère           | Albano Olivetti         | 6-3, 66-7, 7-65   |
| 15 janvier  | F1, Manacor            | Terre battue        | 15 000 $ | Evgeny Tyurnev             | Daniel Muñoz de la Nava | 6-4, 6-0          |
| 15 janvier  | F2, Hammamet           | Terre battue        | 15 000 $ | Jordi Samper-Montaña       | Sergio Gutiérrez Ferrol | 3-6, 6-2, 6-3     |
| 15 janvier  | F2, Antalya            | Dur                 | 15 000 $ | Zizou Bergs                | Dimitar Kuzmanov        | 6-3, 6-4          |
| 15 janvier  | F4, Sunrise            | Terre battue        | 15 000 $ | Julien Cagnina             | Naoki Nakagawa          | 65-7, 6-3, 6-3    |
| 22 janvier  | F2, Nussloch           | Moquette (int.)     | 25 000 $ | Sadio Doumbia              | Christopher Heyman      | 7-63, 7-5         |
| 22 janvier  | F3, Anning             | Terre battue        | 15 000 $ | Yang Tsung-hua             | Lee Kuan-yi             | 6-4, 65-7, 6-1    |
| 22 janvier  | F2, Charm el-Cheikh    | Dur                 | 15 000 $ | Aslan Karatsev             | Artem Smirnov           | 6-3, 6-2          |
| 22 janvier  | F3, Veigy-Foncenex     | Moquette (int.)     | 15 000 $ | Alessandro Bega            | Antal van der Duim      | 4-6, 6-4, 7-67    |
| 22 janvier  | F2, Manacor            | Terre battue        | 15 000 $ | Daniel Muñoz de la Nava    | Lorenzo Giustino        | 6-4, 5-7, 6-3     |
| 22 janvier  | F3, Hammamet           | Terre battue        | 15 000 $ | Sergio Gutiérrez Ferrol    | Jordi Samper-Montaña    | 6-4, 2-6, 6-2     |
| 22 janvier  | F3, Antalya            | Dur                 | 15 000 $ | Dimitar Kuzmanov           | Mate Delić              | 6-3, 6-4          |
| 22 janvier  | F5, Weston             | Terre battue        | 15 000 $ | Marcelo Tomás Barrios Vera | Frederico Gil           | 6-2, 6-0          |
| 29 janvier  | F3, Charm el-Cheikh    | Dur                 | 15 000 $ | Pedro Martínez             | Vladyslav Manafov       | 3-6, 6-3, 6-2     |
| 29 janvier  | F3, Kaarst             | Moquette (int.)     | 15 000 $ | Igor Sijsling              | Marvin Möller           | 6-2, 7-62         |
| 29 janvier  | F1, Glasgow            | Dur (int.)          | 15 000 $ | Scott Griekspoor           | Yannick Mertens         | 6-1, 7-65         |
| 29 janvier  | F3, Paguera            | Terre battue        | 15 000 $ | Daniel Gimeno-Traver       | Javier Barranco Cosano  | 3-6, 6-2, 6-1     |
| 29 janvier  | F4, Djerba             | Dur                 | 15 000 $ | Laurent Lokoli             | Geoffrey Blancaneaux    | 6-1, 6-2          |
| 29 janvier  | F4, Antalya            | Terre battue        | 15 000 $ | Enrique López-Pérez        | Dragoș Dima             | 6-2, 6-3          |
| 29 janvier  | F6, Palm Coast         | Terre battue        | 15 000 $ | Tim van Rijthoven          | Maxime Chazal           | 6-4, 6-4          |

### Février
| Date       | Lieu du tournoi     | Surface         | Dotation | Vainqueur                | Finaliste              | Score           |
| ---------- | ------------------- | --------------- | -------- | ------------------------ | ---------------------- | --------------- |
| 5 février  | F1, Oberentfelden   | Moquette (int.) | 25 000 $ | Tobias Simon             | Jakub Paul             | 6-4, 7-5        |
| 5 février  | F4, Charm el-Cheikh | Dur             | 15 000 $ | Gianluigi Quinzi         | Jaroslav Pospíšil      | 6-2, 6-4        |
| 5 février  | F2, Loughborough    | Dur (int.)      | 15 000 $ | Harri Heliövaara         | Maxime Authom          | 7-62, 6-4       |
| 5 février  | F4, Paguera         | Terre battue    | 15 000 $ | Sergio Gutiérrez Ferrol  | Daniel Gimeno-Traver   | 6-4, 6-3        |
| 5 février  | F5, Djerba          | Dur             | 15 000 $ | Carlos Boluda-Purkiss    | Roberto Marcora        | 3-6, 7-61, 7-5  |
| 5 février  | F5, Antalya         | Terre battue    | 15 000 $ | Enrique López-Pérez      | Nino Serdarušić        | 6-3, 6-3        |
| 12 février | F3, Shrewsbury      | Dur (int.)      | 25 000 $ | Fabien Reboul            | Maximilian Neuchrist   | 6-4, 3-6, 7-63  |
| 12 février | F1, Aktioubé        | Dur (int.)      | 25 000 $ | Mikhail Fufygin          | Denys Molchanov        | 4-6, 6-3, 6-4   |
| 12 février | F2, Bellevue        | Moquette (int.) | 25 000 $ | Ugo Humbert              | Niels Desein           | 62-7, 7-65, 6-3 |
| 12 février | F5, Charm el-Cheikh | Dur             | 15 000 $ | Tom Jomby                | Zsombor Piros          | 6-2, 6-4        |
| 12 février | F5, Murcie          | Terre battue    | 15 000 $ | Miljan Zekić             | Daniel Gimeno-Traver   | 6-4, 3-6, 6-3   |
| 12 février | F6, Djerba          | Dur             | 15 000 $ | Elliot Benchetrit        | Matteo Martineau       | 6-3, 6-2        |
| 12 février | F6, Antalya         | Dur             | 15 000 $ | Alexandar Lazov          | Attila Balázs          | 7-64, 6-3       |
| 19 février | F2, Chimkent        | Dur (int.)      | 25 000 $ | Nikola Milojević         | Sanjar Fayziev         | 6-2, 5-7, 7-66  |
| 19 février | F6, Charm el-Cheikh | Dur             | 15 000 $ | Lucas Miedler            | Lloyd Harris           | 6-3, 0-6, 6-2   |
| 19 février | F1, Vale do Lobo    | Dur             | 15 000 $ | Frederico Ferreira Silva | Tiago Cação            | 6-2, 63-7, 7-5  |
| 19 février | F7, Djerba          | Dur             | 15 000 $ | Johan Tatlot             | Alexander Vasilenko    | 6-1, 6-0        |
| 19 février | F7, Antalya         | Dur             | 15 000 $ | Attila Balázs            | Dimitar Kuzmanov       | 6-1, 6-3        |
| 26 février | F1, Renmark         | Gazon           | 25 000 $ | Marc Polmans             | Luke Saville           | 6-1, 6-4        |
| 26 février | F1, Gatineau        | Dur (int.)      | 25 000 $ | Ugo Humbert              | Strong Kirchheimer     | 6-4, 6-0        |
| 26 février | F1, Trente          | Dur (int.)      | 25 000 $ | Laurynas Grigelis        | Maximilian Neuchrist   | 6-4, 6-4        |
| 26 février | F7, Charm el-Cheikh | Dur             | 15 000 $ | Lloyd Harris             | Aldin Šetkić           | 6-4, 4-6, 6-4   |
| 26 février | F1, Héraklion       | Dur             | 15 000 $ | Danilo Petrović          | Yannick Jankovits      | 7-69, 6-2       |
| 26 février | F1, Bhubaneswar     | Dur             | 15 000 $ | Arjun Kadhe              | Vijay Sundar Prashanth | 6-3, 6-2        |
| 26 février | F2, Faro            | Dur             | 15 000 $ | Evan Furness             | David Guez             | 6-1, 6-1        |
| 26 février | F1, Doha            | Dur             | 15 000 $ | Scott Griekspoor         | Sun Fajing             | 6-4, 6-3        |
| 26 février | F1, Moscou          | Dur (int.)      | 15 000 $ | Artem Dubrivnyy          | Anton Zaitcev          | 6-2, 6-2        |
| 26 février | F8, Djerba          | Dur             | 15 000 $ | Moez Echargui            | Alexandre Müller       | 7-65, 2-6, 6-1  |
| 26 février | F8, Antalya         | Dur             | 15 000 $ | Dimitar Kuzmanov         | Flavio Cipolla         | 6-3, 6-0        |

### Mars
| Date    | Lieu du tournoi              | Surface      | Dotation | Vainqueur                   | Finaliste                   | Score             |
| ------- | ---------------------------- | ------------ | -------- | --------------------------- | --------------------------- | ----------------- |
| 5 mars  | F2, Mildura                  | Gazon        | 25 000 $ | Marc Polmans                | Thomas Fancutt              | 7-64, 6-3         |
| 5 mars  | F2, Sherbrooke               | Dur (int.)   | 25 000 $ | Dominik Köpfer              | Michael Redlicki            | 63-7, 7-5, 6-2    |
| 5 mars  | F2, Santa Margherita Di Pula | Terre battue | 25 000 $ | Thiemo de Bakker            | Attila Balázs               | 6-2, 5-7, 6-1     |
| 5 mars  | F1, Rovinj                   | Terre battue | 15 000 $ | Nino Serdarušić             | Javier Barranco Cosano      | 64-7, 6-2, 6-4    |
| 5 mars  | F8, Charm el-Cheikh          | Dur          | 15 000 $ | Lucas Miedler               | Karim-Mohamed Maamoun       | 6-3, 6-4          |
| 5 mars  | F4, Toulouse                 | Dur (int.)   | 15 000 $ | Igor Sijsling               | Botic van de Zandschulp     | 6-3, ab.          |
| 5 mars  | F2, Héraklion                | Dur          | 15 000 $ | Maxime Authom               | Danilo Petrović             | 68-7, 6-3, 6-2    |
| 5 mars  | F2, Calcutta                 | Dur          | 15 000 $ | Carlos Boluda-Purkiss       | Arjun Kadhe                 | 6-0, 6-4          |
| 5 mars  | F1, Ramat Gan                | Dur          | 15 000 $ | David Poljak                | Alessandro Bega             | 7-5, 6-4          |
| 5 mars  | F1, Nishitama                | Dur          | 15 000 $ | Daniel Nguyen               | Wishaya Trongcharoenchaikul | 5-7, 7-64, 6-4    |
| 5 mars  | F3, Loulé                    | Dur          | 15 000 $ | Frederico Ferreira Silva    | David Vega Hernández        | 5-7, 6-1, 3-1 ab. |
| 5 mars  | F2, Doha                     | Dur          | 15 000 $ | Benjamin Hassan             | Jay Clarke                  | 3-6, 7-61, 6-4    |
| 5 mars  | F2, Almetievsk               | Dur (int.)   | 15 000 $ | Dzmitry Zhyrmont            | Evgeny Tyurnev              | 6-1, 3-0 ab.      |
| 5 mars  | F9, Djerba                   | Dur          | 15 000 $ | Kevin Krawietz              | Gianni Mina                 | 6-2, 6-1          |
| 5 mars  | F9, Antalya                  | Terre battue | 15 000 $ | Juan Pablo Varillas         | Dennis Novak                | 6-4, 6-4          |
| 12 mars | F3, Santa Margherita Di Pula | Terre battue | 25 000 $ | Hugo Dellien                | Martín Cuevas               | 6-4, 7-63         |
| 12 mars | F6, Xàbia                    | Terre battue | 25 000 $ | Germain Gigounon            | Marco Trungelliti           | 6-4, 6-3          |
| 12 mars | F7, Bakersfield              | Dur          | 25 000 $ | Mathias Bourgue             | Jan Choinski                | 6-2, 6-3          |
| 12 mars | F2, Poreč                    | Terre battue | 15 000 $ | Máté Valkusz                | Dragoș Dima                 | 6-0, 6-3          |
| 12 mars | F9, Charm el-Cheikh          | Dur          | 15 000 $ | Lukáš Klein                 | Patrik Néma                 | 2-6, 6-3, 6-3     |
| 12 mars | F5, Poitiers                 | Dur (int.)   | 15 000 $ | Antoine Hoang               | Igor Sijsling               | 3-6, 6-1, 6-4     |
| 12 mars | F3, Héraklion                | Dur          | 15 000 $ | Marko Tepavac               | Marcelo Tomás Barrios Vera  | 6-3, 7-5          |
| 12 mars | F3, Chandigarh               | Dur          | 15 000 $ | Prajnesh Gunneswaran        | Lý Hoàng Nam                | 6-3, 6-4          |
| 12 mars | F2, Ramat Ha-Sharon          | Dur          | 15 000 $ | Harri Heliövaara            | Yshai Oliel                 | 6-1, 6-3          |
| 12 mars | F2, Nishitōkyō               | Dur          | 15 000 $ | Daniel Nguyen               | Wu Tung-lin                 | 65-7, 7-63, 7-65  |
| 12 mars | F4, Quinta do Lago           | Dur          | 15 000 $ | Alejandro Davidovich Fokina | Roberto Ortega Olmedo       | 7-5, 4-6, 6-1     |
| 12 mars | F3, Doha                     | Dur          | 15 000 $ | Jay Clarke                  | Pietro Rondoni              | 6-1, 7-5          |
| 12 mars | F3, Kazan                    | Dur (int.)   | 15 000 $ | Roman Safiullin             | Jurabek Karimov             | 6-2, 6-1          |
| 12 mars | F10, Hammamet                | Terre battue | 15 000 $ | Oriol Roca Batalla          | Patricio Heras              | 6-1, 3-6, 7-67    |
| 12 mars | F10, Antalya                 | Terre battue | 15 000 $ | Ivan Nedelko                | Juan Pablo Varillas         | 6-2, 7-63         |
| 19 mars | F3, Mornington               | Terre battue | 25 000 $ | Marc Polmans                | Max Purcell                 | 7-65, 6-2         |
| 19 mars | F4, Santa Margherita Di Pula | Terre battue | 25 000 $ | Attila Balázs               | Tomislav Brkić              | 6-2, 7-5          |
| 19 mars | F5, Vilamoura                | Dur          | 25 000 $ | Lloyd Harris                | Roberto Ortega Olmedo       | 4-6, 6-1, 6-0     |
| 19 mars | F8, Calabasas                | Dur          | 25 000 $ | Juan Cruz Aragone           | Marcos Giron                | 6-2, 6-4          |
| 19 mars | F1, Manama                   | Dur          | 15 000 $ | Jelle Sels                  | Riccardo Maiga              | 6-7, 6-1, 6-3     |
| 19 mars | F3, Opatija                  | Terre battue | 15 000 $ | Geoffrey Blancaneaux        | Nino Serdarušić             | 6-2, 3-6, 6-2     |
| 19 mars | F10, Charm el-Cheikh         | Dur          | 15 000 $ | Roman Safiullin             | Jaroslav Pospíšil           | 6-1, 6-1          |
| 19 mars | F6, Villers-lès-Nancy        | Dur (int.)   | 15 000 $ | Elmar Ejupovic              | Jules Marie                 | 7-5, 6-4          |
| 19 mars | F4, Héraklion                | Dur          | 15 000 $ | Stefan Seifert              | Marcelo Tomás Barrios Vera  | 64-7, 6-2, 6-2    |
| 19 mars | F4, Trivandrum               | Terre battue | 15 000 $ | Vijay Sundar Prashanth      | Arjun Kadhe                 | 6-3, 6-3          |
| 19 mars | F3, Tel Aviv                 | Dur          | 15 000 $ | Roberto Marcora             | Yannick Vandenbulcke        | 6-3, 2-6, 6-4     |
| 19 mars | F3, Kōfu                     | Dur          | 15 000 $ | Hong Seong-chan             | Makoto Ochi                 | 7-62, 6-1         |
| 19 mars | F7, Reus                     | Terre battue | 15 000 $ | Gian Marco Moroni           | Pol Toledo Bagué            | 6-3, 6-1          |
| 19 mars | F11, Hammamet                | Terre battue | 15 000 $ | Oriol Roca Batalla          | Juan Carlos Sáez            | 7-5, 6-1          |
| 19 mars | F11, Antalya                 | Terre battue | 15 000 $ | Ivan Nedelko                | Genaro Alberto Olivieri     | 6-4, 6-1          |
| 26 mars | F4, Mornington               | Terre battue | 25 000 $ | Max Purcell                 | Marc Polmans                | 7-5, 6-4          |
| 26 mars | F5, Santa Margherita Di Pula | Terre battue | 25 000 $ | Lorenzo Giustino            | Martín Cuevas               | 7-5, 7-5          |
| 26 mars | F6, Lisbonne                 | Dur          | 25 000 $ | Lloyd Harris                | Frederico Ferreira Silva    | 7-62, 7-63        |
| 26 mars | F11, Charm el-Cheikh         | Dur          | 15 000 $ | Lucas Miedler               | Teymuraz Gabashvili         | 6-3, 7-5          |
| 26 mars | F5, Héraklion                | Dur          | 15 000 $ | Yannick Jankovits           | Marcelo Tomás Barrios Vera  | 6-4, 6-3          |
| 26 mars | F4, Tsukuba                  | Dur          | 15 000 $ | Yosuke Watanuki             | Renta Tokuda                | 7-5, 6-1          |
| 26 mars | F12, Hammamet                | Terre battue | 15 000 $ | Patricio Heras              | Hernán Casanova             | 6-2, 6-2          |
| 26 mars | F12, Antalya                 | Terre battue | 15 000 $ | Cem İlkel                   | Marko Miladinović           | 2-6, 6-2, 6-2     |

### Avril
| Date     | Lieu du tournoi              | Surface             | Dotation | Vainqueur                       | Finaliste              | Score           |
| -------- | ---------------------------- | ------------------- | -------- | ------------------------------- | ---------------------- | --------------- |
| 2 avril  | F6, Santa Margherita Di Pula | Terre battue        | 25 000 $ | Juan Pablo Ficovich             | Luca Vanni             | 6-3, 7-65       |
| 2 avril  | F9, Memphis                  | Dur                 | 25 000 $ | Scott Griekspoor                | Sebastian Fanselow     | 63-7, 6-4, 7-5  |
| 2 avril  | F12, Charm el-Cheikh         | Dur                 | 15 000 $ | Teymuraz Gabashvili             | Lucas Miedler          | 6-2, 6-3        |
| 2 avril  | F5, Kashiwa                  | Dur                 | 15 000 $ | Li Zhe                          | Yusuke Takahashi       | 6-4, 65-7, 7-5  |
| 2 avril  | F13, Djerba                  | Dur                 | 15 000 $ | David Guez                      | David Pérez Sanz       | 6-4, 6-0        |
| 2 avril  | F13, Antalya                 | Terre battue        | 15 000 $ | Thomas Statzberger              | Marsel İlhan           | 6-4, 1-6, 7-5   |
| 9 avril  | F7, Santa Margherita Di Pula | Terre battue        | 25 000 $ | Lorenzo Giustino                | Gianluca Mager         | 6-4, 6-1        |
| 9 avril  | F6, Matsuyama                | Dur                 | 25 000 $ | Renta Tokuda                    | Hiroyasu Ehara         | 6-0, 7-62       |
| 9 avril  | F7, Porto                    | Terre battue        | 25 000 $ | Attila Balázs                   | Pedro Cachín           | 6-0, 6-4        |
| 9 avril  | F10, Little Rock             | Dur                 | 25 000 $ | Karue Sell                      | Nicolaas Scholtz       | 7-5, 6-2        |
| 9 avril  | F13, Charm el-Cheikh         | Dur                 | 15 000 $ | Andrés Artuñedo                 | Lucas Miedler          | 0-6, 7-67, 6-3  |
| 9 avril  | F3, Chimkent                 | Terre battue        | 15 000 $ | Denis Yevseyev                  | Ivan Gakhov            | 6-4, 5-7, 6-4   |
| 9 avril  | F14, Djerba                  | Dur                 | 15 000 $ | Daniel Brands                   | Mateo Nicolás Martínez | 7-63, 7-5       |
| 9 avril  | F14, Antalya                 | Terre battue        | 15 000 $ | Nino Serdarušić                 | Jaroslav Pospíšil      | 6-2, 2-6, 6-3   |
| 16 avril | F8, Santa Margherita Di Pula | Terre battue        | 25 000 $ | Hernán Casanova                 | Andrea Collarini       | 7-65, 6-2       |
| 16 avril | F1, Abuja                    | Dur                 | 25 000 $ | João Menezes                    | Markus Eriksson        | 6-2, 6-4        |
| 16 avril | F8, Cascais                  | Terre battue        | 25 000 $ | Frederico Ferreira Silva        | Tiago Cação            | 6-2, 3-6, 6-3   |
| 16 avril | F9, Madrid                   | Terre battue        | 25 000 $ | Mario Vilella Martínez          | Pedro Cachín           | 6-4, 6-0        |
| 16 avril | F1, Boukhara                 | Dur                 | 25 000 $ | Hiroki Moriya                   | Evgeny Tyurnev         | 6-0, 6-1        |
| 16 avril | F14, Charm el-Cheikh         | Dur                 | 15 000 $ | Alessandro Bega                 | David Poljak           | 6-4, 6-3        |
| 16 avril | F7, La Grande-Motte          | Dur                 | 15 000 $ | Sébastien Boltz                 | Yannick Jankovits      | 6-4, 6-3        |
| 16 avril | F4, Chimkent                 | Terre battue        | 15 000 $ | Denis Yevseyev                  | Pavel Kotov            | 7-5, 6-1        |
| 16 avril | F15, Djerba                  | Dur                 | 15 000 $ | Daniel Brands                   | Baptiste Crepatte      | 7-65, 6-1       |
| 16 avril | F15, Antalya                 | Terre battue        | 15 000 $ | Nino Serdarušić                 | Rudolf Molleker        | 7-5, 6-2        |
| 16 avril | F11, Orange Park             | Terre battue        | 15 000 $ | Marcelo Tomás Barrios Vera      | Noah Rubin             | 6-3, 6-4        |
| 23 avril | F8, Angers                   | Terre battue (int.) | 25 000 $ | Grégoire Barrère                | Johan Tatlot           | 62-7, 7-65, 6-4 |
| 23 avril | F9, Santa Margherita Di Pula | Terre battue        | 25 000 $ | Hernán Casanova                 | Adrian Bodmer          | 6-3, 6-3        |
| 23 avril | F2, Abuja                    | Dur                 | 25 000 $ | Maximilian Neuchrist            | João Menezes           | 6-3, 65-7, 6-2  |
| 23 avril | F10, Majadahonda             | Terre battue        | 25 000 $ | Steven Diez                     | Pedro Cachín           | 6-3, 3-6, 7-5   |
| 23 avril | F2, Karchi                   | Dur                 | 25 000 $ | Saketh Myneni                   | Yaraslav Shyla         | 4-6, 6-3, 7-64  |
| 23 avril | F1, São José do Rio Preto    | Terre battue        | 15 000 $ | Thiago Seyboth Wild             | Camilo Ugo Carabelli   | 7-65, 6-1       |
| 23 avril | F15, Le Caire                | Terre battue        | 15 000 $ | Pol Toledo Bagué                | Duje Kekez             | 6-4, 6-2        |
| 23 avril | F4, Ramat Ha-Sharon          | Dur                 | 15 000 $ | Alessandro Bega                 | Marat Deviatiarov      | 6-3, 6-1        |
| 23 avril | F5, Chimkent                 | Terre battue        | 15 000 $ | Denis Yevseyev                  | Teymuraz Gabashvili    | 6-2, 6-3        |
| 23 avril | F16, Djerba                  | Dur                 | 15 000 $ | Altuğ Çelikbilek                | Yannick Mertens        | 64-7, 6-3, 6-4  |
| 23 avril | F16, Antalya                 | Terre battue        | 15 000 $ | Nik Razboršek                   | Artem Smirnov          | 6-3, 6-4        |
| 23 avril | F12, Vero Beach              | Terre battue        | 15 000 $ | Juan Manuel Benítez Chavarriaga | Ricardo Rodríguez      | 7-5, 2-6, 6-4   |
| 30 avril | F3, Abuja                    | Dur                 | 25 000 $ | João Menezes                    | Arjun Kadhe            | 6-3, 6-1        |
| 30 avril | F2, São Paulo                | Terre battue        | 15 000 $ | Rafael Matos                    | Gonzalo Villanueva     | 6-1, 6-3        |
| 30 avril | F4, Wuhan                    | Dur                 | 15 000 $ | Te Rigele                       | He Yecong              | 6-3, 7-64       |
| 30 avril | F16, Le Caire                | Terre battue        | 15 000 $ | Jordan Correia                  | Ronald Slobodchikov    | 6-2, 6-4        |
| 30 avril | F9, Grasse                   | Terre battue        | 15 000 $ | Johan Tatlot                    | Alen Avidzba           | 6-4, 6-1        |
| 30 avril | F5, Acre                     | Dur                 | 15 000 $ | Peter Kobelt                    | Matías Franco Descotte | 6-3, 6-2        |
| 30 avril | F1, Wisła                    | Terre battue        | 15 000 $ | Zizou Bergs                     | Michael Vrbenský       | 3-6, 6-1, 6-2   |
| 30 avril | F17, Djerba                  | Dur                 | 15 000 $ | Andrés Artuñedo                 | Maxime Tchoutakian     | 2-6, 7-5, 6-3   |
| 30 avril | F17, Antalya                 | Dur                 | 15 000 $ | Mate Delić                      | Gijs Brouwer           | 6-0, 6-4        |
| 30 avril | F1, Kampala                  | Terre battue        | 15 000 $ | Ivan Nedelko                    | George Loffhagen       | 6-4, 6-4        |
| 30 avril | F1, Thừa Thiên-Huế           | Dur                 | 15 000 $ | Tseng Chun-hsin                 | Lý Hoàng Nam           | 6-3, 7-60       |

### Mai
| Date   | Lieu du tournoi                 | Surface      | Dotation | Vainqueur                | Finaliste                 | Score          |
| ------ | ------------------------------- | ------------ | -------- | ------------------------ | ------------------------- | -------------- |
| 7 mai  | F5, Wuhan                       | Dur          | 25 000 $ | Rigele Te                | Harri Heliövaara          | 7-5, 6-4       |
| 7 mai  | F3, Brasilia                    | Terre battue | 15 000 $ | Oscar Jose Gutierrez     | Marcelo Zormann           | 6-2, 6-2       |
| 7 mai  | F17, Le Caire                   | Terre battue | 15 000 $ | Felipe Meligeni Alves    | Orlando Luz               | 7-63, 7-63     |
| 7 mai  | F1, Zalaegerszeg                | Terre battue | 15 000 $ | Máté Valkusz             | Filip Horanský            | 6-1, 6-3       |
| 7 mai  | F6, Sajur                       | Dur          | 15 000 $ | Peter Kobelt             | Matías Franco Descotte    | 6-2, 4-6, 6-3  |
| 7 mai  | F1, Morelia                     | Dur          | 15 000 $ | Federico Zeballos        | Christopher Díaz Figueroa | 6-3, 6-2       |
| 7 mai  | F2, Wisła                       | Terre battue | 15 000 $ | Pascal Meis              | Mārtiņš Podžus            | 6-2, 3-6, 6-3  |
| 7 mai  | F1, Karlskrona                  | Terre battue | 15 000 $ | Alexander Ritschard      | Mike Urbanija             | 6-2, 2-6, 6-1  |
| 7 mai  | F18, Djerba                     | Dur          | 15 000 $ | David Guez               | Andrés Artuñedo           | 6-1, 6-1       |
| 7 mai  | F18, Antalya                    | Terre battue | 15 000 $ | Jules Okala              | Juan Pablo Varillas       | 6-2, 6-2       |
| 7 mai  | F2, Kampala                     | Terre battue | 15 000 $ | Fabrizio Ornago          | Ivan Nedelko              | 7-66, 6-3      |
| 7 mai  | F1, Rivne                       | Terre battue | 15 000 $ | Alessandro Petrone       | Luca Giacomini            | 5-7, 6-1, 6-0  |
| 7 mai  | F3, Thừa Thiên-Huế              | Dur          | 15 000 $ | Rio Noguchi              | Nam Ji-sung               | 7-65, 6-3      |
| 14 mai | F6, Lu'an                       | Dur          | 25 000 $ | Patrik Niklas-Salminen   | Sun Fajing                | 2-6, 6-4, 6-4  |
| 14 mai | F4, Curitiba                    | Terre battue | 25 000 $ | João Lucas Reis da Silva | Thiago Seyboth Wild       | 61-7, 6-3, 6-2 |
| 14 mai | F1, Villa del Dique             | Terre battue | 15 000 $ | Facundo Argüello         | Camilo Ugo Carabelli      | 3-6, 6-4, 6-4  |
| 14 mai | F1, Doboj                       | Terre battue | 15 000 $ | Manuel Guinard           | Nerman Fatić              | 6-3, 6-4       |
| 14 mai | F1, Sozopol                     | Dur          | 15 000 $ | Sébastien Boltz          | Lucas Catarina            | 6-3, 6-4       |
| 14 mai | F1, Prague                      | Terre battue | 15 000 $ | Sebastian Fanselow       | Peter Torebko             | 7-5, 6-3       |
| 14 mai | F2, Zalaegerszeg                | Terre battue | 15 000 $ | Máté Valkusz             | Kenneth Raisma            | 6-2, 6-1       |
| 14 mai | F9, Casale Monferrato           | Terre battue | 15 000 $ | Bastián Malla            | Enrico Dalla Valle        | 4-6, 6-4, 6-4  |
| 14 mai | F2, Mexico                      | Dur          | 15 000 $ | Gerardo López Villaseñor | Harrison Adams            | 6-4, 6-2       |
| 14 mai | F3, Ustroń                      | Terre battue | 15 000 $ | Sekou Bangoura           | Paweł Ciaś                | 4-6, 7-5, 6-4  |
| 14 mai | F1, Singapour                   | Dur          | 15 000 $ | Thai-Son Kwiatkowski     | Soichiro Moritani         | 6-2, 6-2       |
| 14 mai | F11, Valldoreix                 | Terre battue | 15 000 $ | Oriol Roca Batalla       | Omar Salman               | 7-65, 6-2      |
| 14 mai | F2 Kalmar                       | Terre battue | 15 000 $ | Alexander Ritschard      | Frederik Press            | 6-4, 6-3       |
| 14 mai | F19, Djerba                     | Dur          | 15 000 $ | Moez Echargui            | Pablo Vivero González     | 6-0, 6-1       |
| 14 mai | F19, Antalya                    | Terre battue | 15 000 $ | Marsel Ilhan             | Bogdan Borza              | 6-4, 6-4       |
| 14 mai | F3, Kampala                     | Terre battue | 15 000 $ | Ivan Nedelko             | David Pérez Sanz          | 6-0, 6-3       |
| 14 mai | F2, Rivne                       | Terre battue | 15 000 $ | Jonas Merckx             | Oleg Dolgosheyev          | 6-4, 6-2       |
| 14 mai | F3, Thừa Thiên-Huế              | Dur          | 15 000 $ | Nam Ji-sung              | Pruchya Isaro             | 6-4, 6-2       |
| 21 mai | F11, Naples                     | Terre battue | 25 000 $ | Raúl Brancaccio          | Pietro Rondoni            | 6-2, 63-7, 6-0 |
| 21 mai | F2, Villa María                 | Terre battue | 15 000 $ | Camilo Ugo Carabelli     | Juan Carlos Sáez          | 7-65, 6-3      |
| 21 mai | F2, Brčko                       | Terre battue | 15 000 $ | Elmar Ejupovic           | Juan Pablo Paz            | 7-61, 6-1      |
| 21 mai | F2, Jablonec nad Nisou          | Terre battue | 15 000 $ | Sekou Bangoura           | Peter Heller              | 6-4, 6-3       |
| 21 mai | F3, Balatonalmádi               | Terre battue | 15 000 $ | Marko Tepavac            | Samuel Bensoussan         | 6-4, 6-1       |
| 21 mai | F3, Córdoba                     | Dur          | 15 000 $ | Adam El Mihdawy          | Christopher Díaz Figueroa | 3-6, 6-4, 7-5  |
| 21 mai | F4, Ustroń                      | Terre battue | 15 000 $ | Vít Kopřiva              | Dante Gennaro             | 7-5, 6-1       |
| 21 mai | F1, Bucarest                    | Terre battue | 15 000 $ | Dragoș Dima              | Nicolae Frunză            | 6-2, 6-4       |
| 21 mai | F2, Singapour                   | Dur          | 15 000 $ | Colin Altamirano         | Takuto Niki               | 7-65, 6-3      |
| 21 mai | F12, Vic                        | Terre battue | 15 000 $ | Orlando Luz              | Oriol Roca Batalla        | 7-66, 4-2, ab. |
| 21 mai | F3, Lund                        | Terre battue | 15 000 $ | Alexander Ritschard      | Manuel Guinard            | 6-3, 6-3       |
| 21 mai | F20, Djerba                     | Dur          | 15 000 $ | Hady Habib               | Moez Echargui             | 7-66, 6-4      |
| 21 mai | F20, Antalya                    | Terre battue | 15 000 $ | Denis Yevseyev           | Vullnet Tashi             | 6-1, 6-0       |
| 21 mai | F4, Kampala                     | Terre battue | 15 000 $ | Ivan Nedelko             | Tyler Lu                  | 6-4, 6-4       |
| 21 mai | F3, Rivne                       | Terre battue | 15 000 $ | Jordan Correia           | Olexiy Kolisnyk           | 6-3, 6-4       |
| 28 mai | F7, Luzhou                      | Dur          | 25 000 $ | Li Zhe                   | Wu Di                     | 2-6, 6-2, 6-2  |
| 28 mai | F2, Bacău                       | Terre battue | 25 000 $ | Jules Okala              | Bogdan Ionuț Apostol      | 6-1, 6-1       |
| 28 mai | F3, Andijan                     | Dur          | 25 000 $ | Sanjar Fayziev           | Cem İlkel                 | 7-67, 6-4      |
| 28 mai | F3, Córdoba                     | Terre battue | 15 000 $ | Facundo Argüello         | Gonzalo Villanueva        | 6-4, 7-65      |
| 28 mai | F3, Kiseljak                    | Terre battue | 15 000 $ | Tom Kočevar-Dešman       | Elmar Ejupovic            | 7-63, 6-3      |
| 28 mai | F3, Most                        | Terre battue | 15 000 $ | Patrick Rikl             | Bruno Sant’Anna           | 6-2, 3-6, 6-2  |
| 28 mai | F12, Reggio d'Émilie            | Terre battue | 15 000 $ | Jacopo Berrettini        | Marco Bortolotti          | 0-6, 6-1, 7-5  |
| 28 mai | F3, Singapour                   | Dur          | 15 000 $ | Maverick Banes           | Nicholas Hu               | 6-4, 7-5       |
| 28 mai | F13, Santa Margarida de Montbui | Dur          | 15 000 $ | Emil Ruusuvuori          | Alexander Zhurbin         | 6-3, 6-3       |
| 28 mai | F21, Djerba                     | Dur          | 15 000 $ | Moez Echargui            | Vasil Kirkov              | 6-4, 6-3       |
| 28 mai | F21, Antalya                    | Terre battue | 15 000 $ | Peter Heller             | Marsel İlhan              | 2-6, 6-2, 6-3  |
| 28 mai | F1, Harare                      | Dur          | 15 000 $ | Benjamin Lock            | Takanyi Garanganga        | 7-67, 6-2      |

### Juin
| Date    | Lieu du tournoi     | Surface      | Dotation | Vainqueur                | Finaliste                   | Score           |
| ------- | ------------------- | ------------ | -------- | ------------------------ | --------------------------- | --------------- |
| 4 juin  | F8, Yinchuan        | Dur          | 25 000 $ | Li Zhe                   | Wishaya Trongcharoenchaikul | 6-3, 6-3        |
| 4 juin  | F8, Tel Aviv        | Dur          | 25 000 $ | Yannick Jankovits        | Peter Kobelt                | 6-3, 6-2        |
| 4 juin  | F7, Karuizawa       | Terre battue | 25 000 $ | Takashi Saito            | Rio Noguchi                 | 6-3, 6-4        |
| 4 juin  | F14, Huelva         | Terre battue | 25 000 $ | Sergio Gutiérrez Ferrol  | Pedro Martínez              | 3-6, 7-61, 6-2  |
| 4 juin  | F4, Namangan        | Dur          | 25 000 $ | Cem İlkel                | Roman Safiullin             | 6-1, 7-612      |
| 4 juin  | F13, Padoue         | Terre battue | 15 000 $ | Riccardo Bellotti        | Johan Nikles                | 6-1, 3-6, 6-3   |
| 4 juin  | F1, Sangju          | Dur          | 15 000 $ | Lim Yong-kyu             | Lee Jea-moon                | 6-4, 7-65       |
| 4 juin  | F22, Hammamet       | Terre battue | 15 000 $ | Andrey Chepelev          | Juan Ignacio Galarza        | 6-4,65-7, 6-4   |
| 4 juin  | F22, Antalya        | Terre battue | 15 000 $ | Thomas Statzberger       | James Duckworth             | 6-3, 1-0, ab.   |
| 4 juin  | F2, Harare          | Dur          | 15 000 $ | Matías Franco Descotte   | Isaac Stoute                | 6-2, 7-5        |
| 11 juin | F4, Gyula           | Terre battue | 25 000 $ | Lenny Hampel             | Maté Valkusz                | 7-64, 3-0, ab.  |
| 11 juin | F13, Winston-Salem  | Dur          | 25 000 $ | Petros Chrysochos        | Michael Redlicki            | 6-2, 1-6, 6-4   |
| 11 juin | F14, Buffalo        | Terre battue | 25 000 $ | Alex Rybakov             | Deiton Baughman             | 7-65, 3-1, ab.  |
| 11 juin | F9, Netanya         | Dur          | 15 000 $ | Edan Leshem              | Alessandro Bega             | 6-2, 6-1        |
| 11 juin | F14, Bergame        | Terre battue | 15 000 $ | Riccardo Bellotti        | Nik Razboršek               | 6-4, 6-3        |
| 11 juin | F8, Akishima        | Moquette     | 15 000 $ | Rio Noguchi              | Gengo Kikuchi               | 6-3, 6-4        |
| 11 juin | F2, Gyeongsan       | Dur          | 15 000 $ | Chung Yun-seong          | Nam Ji-sung                 | 6-4, 6-3        |
| 11 juin | F15, Martos         | Dur          | 15 000 $ | Clément Geens            | Sumit Sarkar                | 7-5, 7-5        |
| 11 juin | F23, Hammamet       | Terre battue | 15 000 $ | Frederico Ferreira Silva | Oriol Roca Batalla          | 7-65, 67-7, 7-5 |
| 11 juin | F1, Colombo         | Terre battue | 15 000 $ | Alexander Zhurbin        | Manish Sureshkumar          | 7-5, 6-2        |
| 11 juin | F3, Harare          | Dur          | 15 000 $ | Takanyi Garanganga       | Benjamin Lock               | 6-1, 6-4        |
| 18 juin | F3, Calgary         | Dur          | 25 000 $ | Thai-Son Kwiatkowski     | Paul Oosterbaan             | 6-4, 6-3        |
| 18 juin | F15, Winston-Salem  | Dur          | 25 000 $ | Michael Redlicki         | Tommy Paul                  | 6-3, 3-6, 6-1   |
| 18 juin | F10, Toulouse       | Terre battue | 25 000 $ | Alen Avidzba             | Fabien Reboul               | 7-66, 6-3       |
| 18 juin | F5, Budapest        | Terre battue | 25 000 $ | Zsombor Piros            | Dragoș Dima                 | 6-3, 6-2        |
| 18 juin | F1, Havré           | Terre battue | 15 000 $ | Marvin Netuschil         | Jaume Pla Malfeito          | 6-2, 6-3        |
| 18 juin | F4, Kaltenkirchen   | Terre battue | 15 000 $ | Dimitar Kuzmanov         | Marvin Möller               | 6-2, 6-3        |
| 18 juin | F1, Tumon           | Dur          | 15 000 $ | Yuta Shimizu             | Yuichi Ito                  | 6-3, 6-2        |
| 18 juin | F10, Kiryat Shmona  | Dur          | 15 000 $ | Or Ram-Harel             | Constantin Bittoun Kouzmine | 6-4, 6-3        |
| 18 juin | F15, Sassuolo       | Terre battue | 15 000 $ | Pietro Rondoni           | Peter Heller                | 64-7, 6-4, 6-2  |
| 18 juin | F3, Daegu           | Dur          | 15 000 $ | Chung Yun-seong          | Nam Ji-sung                 | 6-1, 6-3        |
| 18 juin | F9, Póvoa de Varzim | Dur          | 15 000 $ | Tseng Chun-hsin          | Nuno Borges                 | 6-3, 6-4        |
| 18 juin | F24, Hammamet       | Terre battue | 15 000 $ | Oriol Roca Batalla       | Juan Ignacio Galarza        | 7-65, 6-4       |
| 18 juin | F2, Colombo         | Terre battue | 15 000 $ | David Pérez Sanz         | Alexander Zhurbin           | 7-65, 6-4       |
| 18 juin | F16 Rochester       | Terre battue | 15 000 $ | Alex Rybakov             | Markod Kalovelonis          | 6-1, 7-66       |
| 25 juin | F2, Arlon           | Terre battue | 25 000 $ | Juan Pablo Varillas      | Zizou Bergs                 | 7-66, 4-6, 6-1  |
| 25 juin | F4, Kelowna         | Dur          | 25 000 $ | JC Aragone               | Alexis Galarneau            | 6-2, 6-3        |
| 25 juin | F4, Pardubice       | Terre battue | 25 000 $ | Lukáš Rosol              | Peter Torebko               | 6-4, 6-0        |
| 25 juin | F11, Montauban      | Terre battue | 25 000 $ | Juan Pablo Ficovich      | Ulises Blanch               | 65-7, 6-3, 6-3  |
| 25 juin | F1, Hong Kong       | Dur          | 25 000 $ | Yuki Mochizuki           | Wong Hong-kit               | 4-6, 6-2, 6-1   |
| 25 juin | F16, Palma del Río  | Terre battue | 25 000 $ | Lucas Miedler            | Viktor Durasovic            | 6-2, 7-66       |
| 25 juin | F17, Tulsa          | Dur          | 25 000 $ | Marc-Andrea Hüsler       | Sam Riffice                 | 6-4, 6-2        |
| 25 juin | F5, Kamen           | Terre battue | 15 000 $ | Dimitar Kuzmanov         | Sekou Bangoura              | 6-1, 7-5        |
| 25 juin | F11, Kiryat Shmona  | Dur          | 15 000 $ | Francesco Vilardo        | Tigre Hank                  | 6-4, 6-3        |
| 25 juin | F16, Gaeta          | Terre battue | 15 000 $ | Mirko Cutuli             | Juan Pablo Paz              | 6-1, 6-4        |
| 25 juin | F1, Alkmaar         | Terre battue | 15 000 $ | Clément Geens            | Botic van de Zandschulp     | 3-6, 7-62, 6-1  |
| 25 juin | F10, Setúbal        | Dur          | 15 000 $ | Baptiste Crepatte        | Tiago Cação                 | 6-2, 7-5        |
| 25 juin | F25, Hammamet       | Terre battue | 15 000 $ | Juan Ignacio Galarza     | Johan Nikles                | 6-3, 7-67       |
| 25 juin | F3, Colombo         | Terre battue | 15 000 $ | Manish Sureshkumar       | Vladyslav Orlov             | 7-66, 0-6, 6-1  |
| 25 juin | F18, Pittsburgh     | Terre battue | 15 000 $ | Mateo Nicolás Martínez   | Alejandro Gómez             | 6-4, 6-4        |

### Juillet
| Date       | Lieu du tournoi       | Surface      | Dotation | Vainqueur               | Finaliste               | Score           |
| ---------- | --------------------- | ------------ | -------- | ----------------------- | ----------------------- | --------------- |
| 2 juillet  | F5, Saskatoon         | Dur          | 25 000 $ | Tom Fawcett             | William Griffith        | 6-2, 7-5        |
| 2 juillet  | F9, Shenzhen          | Dur          | 25 000 $ | Bai Yan                 | Son Ji-hoon             | 6-7, 6-4, 6-4   |
| 2 juillet  | F12, Bourg-en-Bresse  | Terre battue | 25 000 $ | Ugo Humbert             | Antoine Cornut Chauvinc | 6-3, 6-3        |
| 2 juillet  | F2, Hong Kong         | Dur          | 25 000 $ | Maverick Banes          | Shintaro Imai           | 7-5, 6-2        |
| 2 juillet  | F17, Bakio            | Dur          | 25 000 $ | Roberto Ortega Olmedo   | Hugo Grenier            | 6-2, 3-0, ab.   |
| 2 juillet  | F19, Wichita          | Dur          | 25 000 $ | Evgeny Karlovskiy       | Aleksandar Vukic        | 6-4, 6-4        |
| 2 juillet  | F1, Telfs             | Terre battue | 15 000 $ | Mario Vilella Martínez  | Matthias Haim           | 6-4, 6-4        |
| 2 juillet  | F3, Lasne             | Terre battue | 15 000 $ | Omar Salman             | Germain Gigounon        | 7-62, 6-1       |
| 2 juillet  | F5, Ústí nad Orlicí   | Terre battue | 15 000 $ | David Poljak            | Vít Kopřiva             | 6-4, 6-4        |
| 2 juillet  | F6, Saarlouis         | Terre battue | 15 000 $ | Philipp Davydenko       | Louis Wessels           | 6-4, 7-64       |
| 2 juillet  | F17, Albinea          | Terre battue | 15 000 $ | Pietro Rondoni          | Davide Galoppini        | 2-6, 6-1, 6-4   |
| 2 juillet  | F1, Kuala Lumpur      | Dur          | 15 000 $ | Kim Cheong-eui          | David Pérez Sanz        | 6-3, 7-5        |
| 2 juillet  | F2, La Haye           | Terre battue | 15 000 $ | Jelle Sels              | Alexander Zhurbin       | 6-2, 6-3        |
| 2 juillet  | F11, Castelo Branco   | Dur          | 15 000 $ | Mark Whitehouse         | Nuno Borges             | 6-4, 6-4        |
| 9 juillet  | F10, Shenzhen         | Dur          | 25 000 $ | Te Rigele               | Wu Yibing               | 4-6, 6-4, 6-3   |
| 9 juillet  | F13, Ajaccio          | Dur          | 25 000 $ | Aslan Karatsev          | Rémi Boutillier         | 7-66, 4-6, 6-3  |
| 9 juillet  | F18, Casinalbo        | Terre battue | 25 000 $ | Jelle Sels              | Zhang Zhizhen           | 6-0, 6-3        |
| 9 juillet  | F18, Getxo            | Terre battue | 25 000 $ | Pedro Cachín            | Carlos Boluda-Purkiss   | 6-3, 7-5        |
| 9 juillet  | F2, Kramsach          | Terre battue | 15 000 $ | Nerman Fatić            | Johannes Härteis        | 1-6, 6-3, 6-1   |
| 9 juillet  | F6, Brno              | Terre battue | 15 000 $ | Jan Mertl               | Tomáš Jiroušek          | 6-3, 6-4        |
| 9 juillet  | F1, Telavi            | Terre battue | 15 000 $ | Nicolás Alberto Arreche | Aleksandre Metreveli    | 7-5, 7-5        |
| 9 juillet  | F7, Bad Schussenried  | Terre battue | 15 000 $ | Matthias Haim           | Mario Vilella Martínez  | 6-3, 6-4        |
| 9 juillet  | F2, Kuala Lumpur      | Dur          | 15 000 $ | Ryota Tanuma            | Gabriel Petit           | 6-1, 6-1        |
| 9 juillet  | F3, Amstelveen        | Terre battue | 15 000 $ | Tim van Rijthoven       | Sidané Pontjodikromo    | 6-2, 6-4        |
| 16 juillet | F11, Kunshan          | Dur          | 25 000 $ | Bai Yan                 | Cue Jie                 | 6-3, 6-3        |
| 16 juillet | F1, Taipei            | Dur          | 25 000 $ | Hsu Yu-hsiou            | Michael Zhu             | 6-2, 6-3        |
| 16 juillet | F8, Cassel            | Terre battue | 25 000 $ | Orlando Luz             | João Souza              | 6-4, 4-6, 6-3   |
| 16 juillet | F19, Gandia           | Terre battue | 25 000 $ | Marc Giner              | Álvaro López San Martín | 7-5, 6-2        |
| 16 juillet | F19B, Iowa City       | Dur          | 25 000 $ | Lloyd Glasspool         | Evgeny Karlovskiy       | 7-62, 7-61      |
| 16 juillet | F3, Wels              | Terre battue | 15 000 $ | Michael Vrbenský        | Nerman Fatić            | 7-5, 4-6, 6-3   |
| 16 juillet | F4, Knokke            | Terre battue | 15 000 $ | Samuel Brosset          | Jonas Merckx            | 6-4, 7-5        |
| 16 juillet | F1, Pärnu             | Terre battue | 15 000 $ | Dragoș Nicolae Mădăraș  | Markos Kalovelonis      | 6-2, 6-3        |
| 16 juillet | F14, Uriage           | Terre battue | 15 000 $ | Jeroen Vanneste         | Maxime Mora             | 3-6, 6-2, 6-4   |
| 16 juillet | F2, Telavi            | Terre battue | 15 000 $ | Artem Dubrivnyy         | Sharon Khaledan         | 6-2, 2-6, 6-2   |
| 16 juillet | F19, Gubbio           | Terre battue | 15 000 $ | Camilo Ugo Carabelli    | Genaro Alberto Olivieri | 61-7, 6-1, 6-2  |
| 16 juillet | F3, Kuala Lumpur      | Dur          | 15 000 $ | Maciej Smoła            | Michail Pervolarakis    | 6-3, 3-6, 6-3   |
| 16 juillet | F1, Khemisset         | Terre battue | 15 000 $ | Lamine Ouahab           | Juan Pablo Paz          | 2-6, 6-0, 6-1   |
| 23 juillet | F1, Manta             | Dur          | 25 000 $ | Emilio Gómez            | Jordi Arconada          | 6-3, 6-3        |
| 23 juillet | F2, Taipei            | Dur          | 25 000 $ | Tseng Chun-hsin         | Chen Ti                 | 6-1, 65-7, 7-61 |
| 23 juillet | F15, Troyes           | Terre battue | 25 000 $ | Bruno Sant’Anna         | Fabien Reboul           | 6-2, 6-4        |
| 23 juillet | F20, Pontedera        | Terre battue | 25 000 $ | Riccardo Balzerani      | Camilo Ugo Carabelli    | Forfait         |
| 23 juillet | F12, Porto            | Terre battue | 25 000 $ | Máré Valkusz            | Nuno Borges             | 6-3, 6-2        |
| 23 juillet | F20, Dénia            | Terre battue | 25 000 $ | Javier Barranco Cosano  | Jaume Pla Malfeito      | 3-6, 6-3, 7-5   |
| 23 juillet | F20, Champaign        | Dur          | 25 000 $ | Aziz Dougaz             | Pétros Chrysochos       | 7-63, 6-4       |
| 23 juillet | F4, Sankt Pölten      | Terre battue | 15 000 $ | Peter Heller            | Thomas Statzberger      | 7-5, 6-2        |
| 23 juillet | F5, Duinbergen        | Terre battue | 15 000 $ | Jeroen Vanneste         | Zizou Bergs             | 7-62, 6-3       |
| 23 juillet | F3, Telavi            | Terre battue | 15 000 $ | Alexandar Lazarov       | Maksim Tikhomirov       | 6-3, 6-2        |
| 23 juillet | F9, Wetzlar           | Terre battue | 15 000 $ | Dominik Böhler          | Christoph Negritu       | Forfait         |
| 23 juillet | F1, Jakarta           | Dur          | 15 000 $ | Quentin Robert          | Michael Look            | 5-7, 7-5, 6-3   |
| 23 juillet | F1, Vilnius           | Terre battue | 15 000 $ | Paul Jubb               | Denis Klok              | 6-4, 6-2        |
| 23 juillet | F2, Meknes            | Terre battue | 15 000 $ | Arthur Rinderknech      | Lamine Ouahab           | 4-6, 7-5, 6-4   |
| 23 juillet | F1, Trnava            | Terre battue | 15 000 $ | Alex Molčan             | Tomáš Jiroušek          | 7-65, 6-3       |
| 30 juillet | F2, Portoviejo        | Terre battue | 25 000 $ | Emilio Gómez            | Oscar José Gutierrez    | 4-6, 7-5, 6-4   |
| 30 juillet | F10, Essen            | Terre battue | 25 000 $ | Louis Wessels           | Jeroen Vanneste         | 7-66, 6-4       |
| 30 juillet | F1, Dublin            | Moquette     | 25 000 $ | Peter Bothwell          | Ryan James Storrie      | 5-7, 6-3, 6-3   |
| 30 juillet | F21, Bolzano          | Terre battue | 25 000 $ | João Souza              | Tomás Martín Etcheverry | 7-63, 6-4       |
| 30 juillet | F21, Decatur          | Dur          | 25 000 $ | Nicolás Álvarez         | Sebastian Korda         | 6-4, 3-6, 6-3   |
| 30 juillet | F5, Vogau             | Terre battue | 15 000 $ | Matías Zukas            | Takuto Niki             | 6-3, 6-3        |
| 30 juillet | F6, Bruxelles         | Terre battue | 15 000 $ | Jules Marie             | Maxime Chazal           | 7-5, 7-62       |
| 30 juillet | F1, Kaarina           | Terre battue | 15 000 $ | Gustav Hansson          | Patrik Niklas-Salminen  | 7-65, 6-9       |
| 30 juillet | F2, Jakarta           | Dur          | 15 000 $ | Jeremy Beale            | Kaito Uesugi            | 6-2, 6-2        |
| 30 juillet | F1, Riga              | Terre battue | 15 000 $ | Ronald Slobodchikov     | Denis Klok              | 6-2, 6-0        |
| 30 juillet | F3, Tanger            | Terre battue | 15 000 $ | Lamine Ouahab           | Franco Capalbo          | 6-4, 6-2        |
| 30 juillet | F13, Caldas da Rainha | Terre battue | 15 000 $ | Nuno Borges             | Daniel Batista          | 6-0, 6-2        |
| 30 juillet | F4, Kazan             | Terre battue | 15 000 $ | Richard Muzaev          | Anton Zaitcev           | 7-5, 1-6, 6-3   |
| 30 juillet | F2, Piešťany          | Terre battue | 15 000 $ | Alex Molčan             | Ewan Moore              | 6-3, 6-2        |
| 30 juillet | F21, Xàtiva           | Terre battue | 15 000 $ | Oriol Roca Batalla      | Eduard Esteve Lobato    | 6-2, 7-62       |

### Août
| Date    | Lieu du tournoi                | Surface      | Dotation | Vainqueur                | Finaliste                | Score          |
| ------- | ------------------------------ | ------------ | -------- | ------------------------ | ------------------------ | -------------- |
| 6 août  | F3, Jakarta                    | Dur          | 25 000 $ | Niki Kaliyanda Poonacha  | Michael Look             | 6-3, 6-1       |
| 6 août  | F22, Cornaiano                 | Terre battue | 25 000 $ | Pietro Rondoni           | Fabien Reboul            | 6-3, 3-6, 6-0  |
| 6 août  | F22 Edwardsville               | Dur          | 25 000 $ | Axel Geller              | Sebastian Korda          | 6-2, 4-6, 7-60 |
| 6 août  | F6, Innsbruck                  | Terre battue | 15 000 $ | Alessandro Petrone       | Yuta Shimizu             | 2-6, 6-1, 6-4  |
| 6 août  | F1, Minsk                      | Dur          | 15 000 $ | Jurabek Karimov          | Jonathan Gray            | 6-4, 6-4       |
| 6 août  | F7, Eupen                      | Terre battue | 15 000 $ | Tomás Martín Etcheverry  | Jeroen Vanneste          | 6-3, 6-3       |
| 6 août  | F2, Hyvinkää                   | Terre battue | 15 000 $ | Gustav Hansson           | Laurent Rochette         | 6-2, 6-3       |
| 6 août  | F11, Trier                     | Terre battue | 15 000 $ | Jan Choinski             | Benjamin Hassan          | 6-4, 3-6, 6-3  |
| 6 août  | F4, Casablanca                 | Terre battue | 15 000 $ | Matthieu Perchicot       | Juan Bautista Otegui     | 7-61, 6-3      |
| 6 août  | F6, Koszalin                   | Terre battue | 15 000 $ | Szymon Walków            | Maciej Rajski            | 4-6, 7-5, 6-1  |
| 6 août  | F14, Sintra                    | Dur          | 15 000 $ | Frederico Ferreira Silva | Tiago Cação              | 6-3, 6-1       |
| 6 août  | F8, Bucarest                   | Terre battue | 15 000 $ | Dragoș Dima              | Bogdan Ionuț Apostol     | 6-2, 7-5       |
| 6 août  | F5, Kazan                      | Terre battue | 15 000 $ | Alexander Zhurbin        | Kristina Lozan           | 6-2, 6-2       |
| 6 août  | F1, Novi Sad                   | Terre battue | 15 000 $ | Miljan Zekić             | Simone Roncalli          | 6-2, 7-5       |
| 6 août  | F3, Bratislava                 | Terre battue | 15 000 $ | Alex Molčan              | Petr Nouza               | 6-4, 6-3       |
| 6 août  | F22 Pozoblanco                 | Terre battue | 15 000 $ | Mick Lescure             | David Pérez Sanz         | 7-66, 6-2      |
| 13 août | F7, Bydgoszcz                  | Terre battue | 25 000 $ | Jeremy Jahn              | Pedro Sakamoto           | 6-3, 6-4       |
| 13 août | F9, Pitești                    | Terre battue | 25 000 $ | Federico Coria           | Cristian Rodríguez       | 7-5, 6-2       |
| 13 août | F22 Boston                     | Dur          | 25 000 $ | Sékou Bangoura           | Antoine Hoang            | 7-5, 6-2       |
| 13 août | F2, Minsk                      | Dur          | 15 000 $ | Sergey Betov             | David Poljak             | 7-5, 1-6, 6-0  |
| 13 août | F8, Koksijde                   | Terre battue | 15 000 $ | Romain Barbosa           | Matías Zukas             | 4-6, 6-4, 7-66 |
| 13 août | F12, Anning                    | Terre battue | 15 000 $ | Rhett Purcell            | Zheng Weiqiang           | 7-64, 6-2      |
| 13 août | F3, Helsinki                   | Terre battue | 15 000 $ | Karl Friberg             | Otto Virtanen            | 6-4, 6-1       |
| 13 août | F12, Karlsruhe                 | Terre battue | 15 000 $ | Ivan Gakhov              | Paul Wörner              | 7-64, 6-3      |
| 13 août | F23, Santa Cristina Valgardena | Terre battue | 15 000 $ | Peter Heller             | Jannik Sinner            | 6-1, 6-3       |
| 13 août | F4, Gimcheon                   | Dur          | 15 000 $ | Oh Seong-gook            | Kim Jae-hwan             | 3-6, 6-3, 6-4  |
| 13 août | F4, Oldenzaal                  | Terre battue | 15 000 $ | Alexandar Lazov          | Niels Lootsma            | 3-3, ab.       |
| 13 août | F15, Sintra                    | Dur          | 15 000 $ | Youssef Hossam           | Frederico Ferreira Silva | 4-6, 7-65, 7-5 |
| 13 août | F6, Moscou                     | Terre battue | 15 000 $ | Andrey Chepelev          | Konstantin Kravchuk      | 6-2, 6-4       |
| 13 août | F2, Novi Sad                   | Terre battue | 15 000 $ | Arthur Rinderknech       | Ergi Kirkin              | 6-2, 6-4       |
| 13 août | F23 Vigo                       | Terre battue | 15 000 $ | Eduard Esteve Lobato     | Álvaro López San Martín  | 6-4, 5-7, 6-0  |
| 20 août | F8, Poznań                     | Terre battue | 25 000 $ | Dimitar Kuzmanov         | Gijs Brouwer             | 6-4, 6-1       |
| 20 août | F6, Győr                       | Terre battue | 25 000 $ | Sadio Doumbia            | Tadeáš Paroulek          | 6-3. 7-62      |
| 20 août | F24, Santander                 | Terre battue | 25 000 $ | Javier Barranco Cosano   | Ivan Gakhov              | 6-3, 4-6, 6-4  |
| 20 août | F3, Sion                       | Terre battue | 25 000 $ | Jacopo Berrettini        | Johan Nikles             | 7-5, 6-4       |
| 20 août | F2, Minsk                      | Dur          | 15 000 $ | Francesco Vilardo        | Marek Gengel             | 6-1, 6-3       |
| 20 août | F9, Huy                        | Terre battue | 15 000 $ | Jan Choinski             | Colin Sinclair           | 3-6, 7-60, 6-3 |
| 20 août | F13, Anning                    | Terre battue | 15 000 $ | Bai Yan                  | Wang Huixin              | 6-1, 6-0       |
| 20 août | F13, Überlingen                | Terre battue | 15 000 $ | Peter Heller             | Peter Torebko            | 6-3, 6-3       |
| 20 août | F24, Cuneo                     | Terre battue | 15 000 $ | Tomás Martín Etcheverry  | Davide Galoppini         | 6-4, 6-2       |
| 20 août | F5, Gimcheon                   | Dur          | 15 000 $ | Nam Ji-sung              | Makoto Ochi              | 6-4, 6-1       |
| 20 août | F5, Rotterdam                  | Terre battue | 15 000 $ | Manuel Guinard           | Nik Razboršek            | 6-4, 7-63      |
| 20 août | F16, Sintra                    | Dur          | 15 000 $ | Fred Gil                 | Tiago Cação              | 6-3, 3-6, 6-0  |
| 20 août | F10, Curtea de Argeș           | Terre battue | 15 000 $ | Claudio Fortuna          | Vasile-Alexandru Ghilea  | 6-4, 3-6, 7-5  |
| 20 août | F7, Moscou                     | Terre battue | 15 000 $ | Alexander Zhurbin        | Konstantin Kravchuk      | 6-3, 7-5       |
| 20 août | F3, Novi Sad                   | Terre battue | 15 000 $ | Marko Miladinović        | Moez Echargui            | 6-3, 6-4       |
| 20 août | F1, Nonthaburi                 | Dur          | 15 000 $ | Ronnie Schneider         | Dayne Kelly              | 6-4, 6-4       |
| 27 août | F29, La Marsa                  | Terre battue | 25 000 $ | Fabrizio Ornago          | Moez Echargui            | 4-6. 6-2, 6-0  |
| 27 août | F7, Székesfehérvár             | Terre battue | 25 000 $ | Maté Valkusz             | Karim-Mohamed Maamoun    | 3-6, 6-3, 6-3  |
| 27 août | F25, Saint-Sébastien           | Terre battue | 25 000 $ | Javier Barranco Cosano   | Raúl Brancaccio          | 6-1, 6-1       |
| 27 août | F4, Neuchâtel                  | Terre battue | 25 000 $ | Peter Heller             | Matteo Martineau         | 4-6, 6-3, 6-4  |
| 27 août | F10, Damme                     | Terre battue | 15 000 $ | Michael Geerts           | Colin Sinclair           | 6-3, 6-3       |
| 27 août | F14, Anning                    | Terre battue | 15 000 $ | Luca Castelnuovo         | Jeremy Beale             | 6-1, 7-64      |
| 27 août | F25, Piombino                  | Dur          | 15 000 $ | Emil Ruusuvuori          | Sami Reinwein            | 6-1, 6-2       |
| 27 août | F6, Anseong                    | Terre battue | 15 000 $ | Song Min-kyu             | Shin San-hui             | 4-6, 7-66, 6-2 |
| 27 août | F6, Haren                      | Terre battue | 15 000 $ | Nik Razboršek            | Tom Kočevar-Dešman       | 7-68, 6-4      |
| 27 août | F11, Chitila                   | Terre battue | 15 000 $ | Nicolò Turchetti         | Vlad Andrei Dancu        | 3-6, 6-2, 6-4  |
| 27 août | F8, Moscou                     | Terre battue | 15 000 $ | Evgenii Tiurnev          | Konstantin Kravchuk      | 6-1, 6-1       |
| 27 août | F3, Subotica                   | Terre battue | 15 000 $ | Mārtiņš Podžus           | Marko Miladinović        | 6-2, 7-66      |
| 27 août | F2, Nonthaburi                 | Dur          | 15 000 $ | Patrik Rikl              | Sanjar Fayziev           | 6-2, 6-4       |
| 27 août | F4, Boutcha                    | Terre battue | 15 000 $ | Alessandro Petrone       | Oleksii Krutykh          | 6-4, 6-3       |

### Septembre
| Date         | Lieu du tournoi          | Surface      | Dotation | Vainqueur                       | Finaliste                  | Score          |
| ------------ | ------------------------ | ------------ | -------- | ------------------------------- | -------------------------- | -------------- |
| 3 septembre  | F6, Niagara              | Dur          | 25 000 $ | Alafia Ayeni                    | Felix Corson               | 6-3, 6-3       |
| 3 septembre  | F16, Bagnères-de-Bigorre | Dur          | 25 000 $ | Albano Olivetti                 | Corentin Denolly           | 7-62, 7-63     |
| 3 septembre  | F26, Trieste             | Terre battue | 25 000 $ | Gijs Brouwer                    | Jelle Sels                 | 6-4, 6-4       |
| 3 septembre  | F26, Oviedo              | Terre battue | 25 000 $ | Eduard Esteve Lobato            | Germain Gigounon           | 6-3, 1-0, ab.  |
| 3 septembre  | F5, Schlieren            | Terre battue | 25 000 $ | Louis Wessels                   | Sandro Ehrat               | 6-3, 6-4       |
| 3 septembre  | F4, Rosario              | Terre battue | 15 000 $ | Matías Zukas                    | Santiago Rodríguez Taverna | 7-63, 6-3      |
| 3 septembre  | F12, Brașov              | Terre battue | 15 000 $ | Vasile-Alexandru Ghilea         | Claudio Fortuna            | 6-3, 2-6, 6-2  |
| 3 septembre  | F5, Zlatibor             | Terre battue | 15 000 $ | Dejan Katić                     | Justin Butsch              | 6-4, 7-5       |
| 3 septembre  | F3, Nonthaburi           | Dur          | 15 000 $ | Wishaya Trongcharoenchaikul     | Pruchya Isaro              | 6-2, 4-6, 7-66 |
| 3 septembre  | F30, Monastir            | Dur          | 15 000 $ | Juan Manuel Benítez Chavarriaga | Benjamin D'Hoe             | 6-1, 6-4       |
| 10 septembre | F7, Toronto              | Dur          | 25 000 $ | Nick Chappell                   | Lloyd Glasspool            | 6-2, 6-0       |
| 10 septembre | F17, Mulhouse            | Dur          | 25 000 $ | Andrés Artuñedo                 | Grégoire Jacq              | 7-66, 7-5      |
| 10 septembre | F27, Pula                | Terre battue | 25 000 $ | Louis Wessels                   | Marco Bortolotti           | 6-3, 5-7, 6-1  |
| 10 septembre | F27, Séville             | Terre battue | 25 000 $ | Carlos Boluda-Purkiss           | Omar Salman                | 6-1, 6-1       |
| 10 septembre | F5, Villa del Dique      | Terre battue | 15 000 $ | Camilo Ugo Carabelli            | Nicolás Álvarez            | 6-2, 7-61      |
| 10 septembre | F1, Santa Cruz           | Terre battue | 15 000 $ | Federico Zeballos               | Matías Zukas               | 6-3, 7-64      |
| 10 septembre | F18, Le Caire            | Terre battue | 15 000 $ | Alexander Erler                 | Simone Roncalli            | 6-2, 7-5       |
| 10 septembre | F4, Nottingham           | Dur          | 15 000 $ | Jack Draper                     | Andrew Watson              | 3-6, 7-63, 6-0 |
| 10 septembre | F6, Almaty               | Terre battue | 15 000 $ | Denis Klok                      | Colin van Beem             | 6-3, 4-6, 7-5  |
| 10 septembre | F13, Iași                | Terre battue | 15 000 $ | Lucas Gerch                     | Kirill Kivattsev           | 6-4, 6-2       |
| 10 septembre | F24, Claremont           | Dur          | 15 000 $ | Brandon Holt                    | Martin Redlicki            | 6-2, 4-6, 7-66 |
| 10 septembre | F31, Monastir            | Dur          | 15 000 $ | Gabriel Petit                   | Colin Sinclair             | 7-65, 7-64     |
| 17 septembre | F5, Cairns               | Dur          | 25 000 $ | Jacob Grills                    | Brydan Klein               | 6-1, 62-7, 7-5 |
| 17 septembre | F28, Pula                | Terre battue | 25 000 $ | Miljan Zekić                    | Alessandro Petrone         | 6-3, 6-3       |
| 17 septembre | F28, Madrid              | Terre battue | 25 000 $ | Raúl Brancaccio                 | Gonzalo Lama               | 6-3, 3-6, 6-1  |
| 17 septembre | F4, Buenos Aires         | Terre battue | 15 000 $ | Gonzalo Villanueva              | Francisco Cerúndolo        | 6-0, 6-3       |
| 17 septembre | F2, Santa Cruz           | Terre battue | 15 000 $ | Matías Franco Descotte          | Federico Zeballos          | 6-3, 1-6, 6-4  |
| 17 septembre | F19, Le Caire            | Terre battue | 15 000 $ | Alexander Erler                 | Jordan Correia             | 6-3, 6-1       |
| 17 septembre | F18, Plaisir             | Duf          | 15 000 $ | Yannick Mertens                 | Antoine Cornut Chauvinc    | 7-66, 6-2      |
| 17 septembre | F5, Roehampton           | Dur          | 15 000 $ | Jack Draper                     | Filip Bergevi              | 6-3, 6-2       |
| 17 septembre | F7, Shymkent             | Terre battue | 15 000 $ | Andrey Chepelev                 | Colin van Beem             | 6-4, 6-3       |
| 17 septembre | F17, Setúbal             | Dur          | 15 000 $ | Fred Gil                        | João Monteiro              | 3-6, 6-4, 7-5  |
| 17 septembre | F25, Laguna Niguel       | Dur          | 15 000 $ | Brandon Nakashima               | Maxime Cressy              | 6-4, 6-4       |
| 17 septembre | F32, Monastir            | Dur          | 15 000 $ | Christoph Negritu               | Dimitriy Voronin           | 6-3, 4-6, 6-2  |
| 17 septembre | F28, Antalya             | Terre battue | 15 000 $ | Matthieu Perchicot              | Riccardo Bonadio           | 6-2, 1-6, 7-68 |
| 24 septembre | F5, Darwin               | Dur          | 25 000 $ | Yuta Shimizu                    | Evan Hoyt                  | 7-66, 3-6, 6-4 |
| 24 septembre | F29, Pula                | Terre battue | 25 000 $ | Sandro Ehrat                    | Giovanni Fonio             | 7-5, 6-4       |
| 24 septembre | F1, Jounieh              | Terre battue | 25 000 $ | Jordi Samper Montaña            | Alexandre Müller           | 6-3, 6-4       |
| 24 septembre | F18, Oliveira de Azeméis | Dur          | 25 000 $ | Gleb Sakharov                   | Yannick Mertens            | 7-67, 6-4      |
| 24 septembre | F29, Madrid              | Terre battue | 25 000 $ | Álvaro López San Martín         | Gonzalo Lama               | 6-3, 3-6, 6-1  |
| 24 septembre | F4, Stockholm            | Dur          | 25 000 $ | Markus Eriksson                 | Christopher Heyman         | 6-4, 6-2       |
| 24 septembre | F3, La Paz               | Terre battue | 15 000 $ | Federico Zeballos               | Alejandro Mendoza          | 6-2, 6-1       |
| 24 septembre | F20, Le Caire            | Terre battue | 15 000 $ | Alexander Erler                 | Dante Gennaro              | 6-4, 6-1       |
| 24 septembre | F19 Sarreguemines        | Moquette     | 15 000 $ | Elmar Ejupovic                  | Albano Olivetti            | 6-4, 7-5       |
| 24 septembre | F6, Barnstaple           | Dur          | 15 000 $ | Mark Whitehouse                 | Aidan McHugh               | 6-3, 6-2       |
| 24 septembre | F8, Shymkent             | Terre battue | 15 000 $ | Sanjar Fayziev                  | Alexander Igoshin          | 6-2, 6-3       |
| 24 septembre | F1, Trujillo             | Terre battue | 15 000 $ | Gonzalo Villanueva              | Arklon Huertas del Pino    | 6-0, 6-3       |
| 24 septembre | F4 Hua Hin               | Dur          | 15 000 $ | Shintaro Imai                   | Kento Takeuchi             | 6-2, 4-6, 6-3  |
| 24 septembre | F26, Fountain Valley     | Dur          | 15 000 $ | ' Takuto Niki                   | Michael Shabaz             | 6-3, 3-6, 6-3  |
| 24 septembre | F33, Monastir            | Dur          | 15 000 $ | Robert Strombachs               | Dimitriy Voronin           | 6-4, 7-65      |
| 24 septembre | F29, Antalya             | Terre battue | 15 000 $ | Riccardo Bonadio                | Kirill Kivattsev           | 6-1, 6-2       |

### Octobre
| Date        | Lieu du tournoi           | Surface         | Dotation | Vainqueur               | Finaliste                 | Score           |
| ----------- | ------------------------- | --------------- | -------- | ----------------------- | ------------------------- | --------------- |
| 1er octobre | F7, Brisbane              | Dur             | 25 000 $ | Evan Hoyt               | Colin Sinclair            | 6-4, 7-65       |
| 1er octobre | F20, Nevers               | Dur             | 25 000 $ | Grégoire Jacq           | Gleb Shakarov             | 6-3, 6-2        |
| 1er octobre | F30, Pula                 | Terre battue    | 25 000 $ | Antonio Massara         | Peter Torebko             | 6-3, 6-2        |
| 1er octobre | F2, Jounieh               | Terre battue    | 25 000 $ | Alexandre Müller        | Fabien Reboul             | 6-7, 6-3, 6-4   |
| 1er octobre | F5, Falun                 | Dur             | 25 000 $ | Emil Ruusuvuori         | Patrik Niklas-Salminen    | 6-4, 6-4        |
| 1er octobre | F4, Lagos                 | Dur             | 25 000 $ | Tom Jomby               | Arthur Rinderknech        | 6-3, 3-6, 6-3   |
| 1er octobre | F34, Monastir             | Dur             | 15 000 $ | Baptiste Crepatte       | Duje Ajdukovic            | 5-7, 7-63, 6-2  |
| 1er octobre | F21, Charm el-Cheikh      | Dur             | 15 000 $ | David Pérez Sanz        | Alessandro Bega           | 6-3, 3-6, 7-5   |
| 1er octobre | F5, Hua Hin               | Dur             | 15 000 $ | Shintaro Imai           | Kelsey Stevenson          | 7-64, 6-1       |
| 1er octobre | F2, Lima                  | Terre battue    | 15 000 $ | Bastian Malla           | Gonzalo Villanueva        | 7-61, 6-4       |
| 1er octobre | F30, Melilla              | Terre battue    | 15 000 $ | Alvaro Lopez San Martin | Eduard Esteve Lobato      | 6-2, 6-1        |
| 1er octobre | F14, Oberhaching          | Dur             | 15 000 $ | Dominik Boehler         | Paul Cayre                | 6-2, 6-3        |
| 1er octobre | F19, Idanha-a-Nova        | Dur             | 15 000 $ | Fred Gil                | Joao Monteiro             | 6-2, 7-5        |
| 1er octobre | F12, Herzliya             | Dur             | 15 000 $ | Ben Patael              | Igor Smilansky            | 2-6, 6-3, 6-4   |
| 1er octobre | F30, Antalya              | Terre battue    | 15 000 $ | George von Massow       | Tadeas Paroulek           | 6-4, 7-5        |
| 8 octobre   | F8, Toowoomba             | Dur             | 25 000 $ | Maverick Banes          | Colin Sinclair            | 6-4, 6-2        |
| 8 octobre   | F21, Saint-Dizier         | Dur             | 25 000 $ | Matteo Martineau        | Corentin Denolly          | 65-7, 6-3, 6-4  |
| 8 octobre   | F31, Pula                 | Terre battue    | 25 000 $ | Nicolae Frunza          | Jacobo Berrettini         | 6-4, 6-3        |
| 8 octobre   | F31, Riba-roja de Túria   | Terre battue    | 25 000 $ | Germain Gigounon        | Nikolas Sanchez Izquierdo | 64-7, 6-2, 6-1  |
| 8 octobre   | F27, Houston              | Dur             | 25 000 $ | Jared Hiltzik           | Ronnie Schneider          | 6-4, 67-7, 7-5  |
| 8 octobre   | F5, Lagos                 | Dur             | 25 000 $ | Jack Draper             | Tom Jomby                 | 1-6, 6-3, 6-4   |
| 8 octobre   | F35, Monastir             | Dur             | 15 000 $ | Robert Strombachs       | Alexey Zakharov           | 6-4, 6-0        |
| 8 octobre   | F22, Charm el-Cheikh      | Dur             | 15 000 $ | David Pérez Sanz        | Neil Pauffley             | 67-7, 6-4, 6-3  |
| 8 octobre   | F6, Hua Hin               | Dur             | 15 000 $ | Ajeet Rai               | Manish Sureshkumar        | 6-3, 4-6, 6-4   |
| 8 octobre   | F3, Lima                  | Terre battue    | 15 000 $ | Bastian Malla           | Tomás Martín Etcheverry   | 6-3, 6-1        |
| 8 octobre   | F14, Bad Salzdetfurth     | Moquette        | 15 000 $ | Dominik Boehler         | Vadym Ursu                | 7-68, 4-6, 7-68 |
| 8 octobre   | F20, Idanha-a-Nova        | Dur             | 15 000 $ | Joâo Monteiro           | Peter Goldsteiner         | 6-2, 6-0        |
| 8 octobre   | F13, Acre                 | Dur             | 15 000 $ | Ben Patael              | Matias Franco Descotte    | 6-4, 6-2        |
| 8 octobre   | F31, Antalya              | Terre battue    | 15 000 $ | Vit Kopriva             | Dragos Nicolae Madaras    | 7-65, 3-1, ab.  |
| 15 octobre  | F22, Rodez                | Dur             | 25 000 $ | Grégoire Jacq           | Rémi Boutillier           | 7-65, 6-4       |
| 15 octobre  | F32, Pula                 | Terre battue    | 25 000 $ | Raul Brancaccio         | Stefano Baldoni           | 6-2, 6-3        |
| 15 octobre  | F28, Harligen             | Dur             | 25 000 $ | Oliver Crawford         | Andrew Watson             | 6-1, 6-1        |
| 15 octobre  | F14, Meitar               | Dur             | 25 000 $ | Baptiste Crepatte       | Edan Leshem               | 7-68, 6-3       |
| 15 octobre  | F36, Monastir             | Dur             | 15 000 $ | Jonathan Gray           | Alessandro Bega           | 7-64, 6-4       |
| 15 octobre  | F23, Charm el-Cheikh      | Dur             | 15 000 $ | Karim-Mohamed Maamoun   | Neil Pauffley             | 6-3, 6-4        |
| 15 octobre  | F6, Hua Hin               | Dur             | 15 000 $ | Ajeet Rai               | Manish Sureshkumar        | 6-3, 4-6, 6-4   |
| 15 octobre  | F5, Mogi das Cruzes       | Terre battue    | 15 000 $ | Francisco Cerúndolo     | Daniel Dutra Da Silva     | 6-2, 6-4        |
| 15 octobre  | F21, São Brás de Alportel | Dur             | 15 000 $ | Joâo Monteiro           | Fred Gil                  | 6-2, 4-0, ab.   |
| 15 octobre  | F32, Antalya              | Terre battue    | 15 000 $ | Riccardo Bonadio        | Dante Gennaro             | 6-2, 7-64       |
| 22 octobre  | F22, Tavira               | Dur             | 25 000 $ | João Monteiro           | Fred Gil                  | 6-3, 7-65       |
| 22 octobre  | F33, Pula                 | Terre battue    | 25 000 $ | Raul Brancaccio         | Dimitar Kuzmanov          | 6-4, 6-4        |
| 22 octobre  | F28B, Waco                | Dur (int.)      | 25 000 $ | Evan Zhu                | Roy Smith                 | 6-3, ab.        |
| 22 octobre  | F4, Tây Ninh              | Dur             | 25 000 $ | Roman Safiullin         | Lý Hoàng Nam              | 7-67, 6-4       |
| 22 octobre  | F37, Monastir             | Dur             | 15 000 $ | Aziz Dougaz             | Gabriel Petit             | 6-3, 6-4        |
| 22 octobre  | F24, Charm el-Cheikh      | Dur             | 15 000 $ | Karim-Mohamed Maamoun   | Alexander Erler           | 4-6, 6-1, 6-4   |
| 22 octobre  | F7, Liberec               | Moquette (int.) | 15 000 $ | Julian Ocleppo          | Michael Vrbenský          | 4-6, 6-3, 6-4   |
| 22 octobre  | F6, Curitiba              | Terre battue    | 15 000 $ | Francisco Cerúndolo     | Felipe Meligeni Alves     | 7-63, 6-2       |
| 22 octobre  | F16, Hambourg             | Dur (int.)      | 15 000 $ | Altuğ Çelikbilek        | Louis Wessels             | 6-2, 2-6, 6-4   |
| 22 octobre  | F33, Antalya              | Terre battue    | 15 000 $ | Jordi Samper Montaña    | Riccardo Bonadio          | 0-6, 6-3, 6-4   |
| 29 octobre  | F7, Nonthaburi            | Dur             | 25 000 $ | Konstantin Kravchuk     | Song Min-kyu              | 6-3, 6-3        |
| 29 octobre  | F34, Pula                 | Terre battue    | 25 000 $ | Riccardo Bonadio        | Jordan Correia            | 6-2, 7-5        |
| 29 octobre  | F5, Tây Ninh              | Dur             | 25 000 $ | Roman Safiullin         | Lý Hoàng Nam              | 7-65, 6-4       |
| 29 octobre  | F38, Monastir             | Dur             | 15 000 $ | Geoffrey Blancaneaux    | Ronan Joncour             | 6-0, 6-1        |
| 29 octobre  | F25, Charm el-Cheikh      | Dur             | 15 000 $ | Alexander Zhurbin       | Karim-Mohamed Maamoun     | 7-63, 6-2       |
| 29 octobre  | F8, Opava                 | Moquette (int.) | 15 000 $ | Tomáš Macháč            | Filip Duda                | 7-68, 7-5       |
| 29 octobre  | F7, São Carlos            | Terre battue    | 15 000 $ | João Souza              | Felipe Meligeni Alves     | 7-63, 6-2       |
| 29 octobre  | F7, Corrientes            | Terre battue    | 15 000 $ | Hernán Casanova         | Manuel Peña López         | 6-4, 7-5        |
| 29 octobre  | F34, Antalya              | Terre battue    | 15 000 $ | Javier Barranco Cosano  | Péter Nagy                | 6-4, 6-1        |
| 29 octobre  | F2, Tartu                 | Moquette (int.) | 15 000 $ | Vladyslav Manafov       | Mārtiņš Podžus            | 7-5, 6-4        |
| 29 octobre  | F6, Heraklion             | Dur             | 15 000 $ | Baptiste Crepatte       | George Loffhagen          | 7-5, 6-4        |
| 29 octobre  | F1, Mishref               | Dur             | 15 000 $ | Aidan McHugh            | Alec Adamson              | 6-2, 63-7, 6-2  |
| 29 octobre  | F29, Birmingham           | Terre battue    | 15 000 $ | Ricardo Rodríguez       | Strong Kirchheimer        | 7-66, 6-4       |

### Novembre
| Date        | Lieu du tournoi       | Surface      | Dotation | Vainqueur                  | Finaliste                   | Score              |
| ----------- | --------------------- | ------------ | -------- | -------------------------- | --------------------------- | ------------------ |
| 5 novembre  | F8, Buenos Aires      | Terre battue | 15 000 $ | Santiago Rodríguez Taverna | Mariano Kestelboim          | 3-6, 6-4, 6-4      |
| 5 novembre  | F8, São Paulo         | Terre battue | 15 000 $ | João Souza                 | Christian Lindell           | 6-1, 7-64          |
| 5 novembre  | F9, Valašské Meziříčí | Dur (int.)   | 15 000 $ | Karol Drzewiecki           | Jonáš Forejtek              | 6-3, 6-4           |
| 5 novembre  | F26, Charm el-Cheikh  | Dur          | 15 000 $ | David Pérez Sanz           | Ryan Nijboer                | 6-3, 2-6, 7-60     |
| 5 novembre  | F3, Pärnu             | Dur (int.)   | 15 000 $ | Evgenii Tiurnev            | Vladyslav Manafov           | 4-6, 6-4, 6-3      |
| 5 novembre  | F7, Heraklion         | Dur          | 15 000 $ | Baptiste Crepatte          | Tom Kočevar-Dešman          | 6-1, 7-64          |
| 5 novembre  | F2, Mishref           | Dur          | 15 000 $ | Peter Heller               | Constantin Bittoun Kouzmine | 6-4, 6-3           |
| 5 novembre  | F1, Maputo            | Dur          | 15 000 $ | Matías Franco Descotte     | Benjamin Lock               | 7-66, 6-2          |
| 5 novembre  | F8, Nonthaburi        | Dur          | 15 000 $ | Roman Safiullin            | Sanjar Fayziev              | 7-5, 4-6, 6-4      |
| 5 novembre  | F39, Monastir         | Dur          | 15 000 $ | Ivan Gakhov                | Steven Diez                 | 3-6, 6-2, 6-1      |
| 5 novembre  | F30, Niceville        | Terre battue | 15 000 $ | Nik Razboršek              | Bruno Sant’Anna             | 6-4, 6-4           |
| 5 novembre  | F35, Antalya          | Terre battue | 15 000 $ | Nicolás Mejía              | Strong Kirchheimer          | 6-4, 6-4           |
| 12 novembre | F4, Helsinki          | Dur (int.)   | 25 000 $ | Christopher Heyman         | Evgenii Tiurnev             | 7-5, 6-3           |
| 12 novembre | F31, Norman           | Dur          | 25 000 $ | Gijs Brouwer               | Matěj Vocel                 | 6-3, 6-2           |
| 12 novembre | F9, Río Cuarto        | Terre battue | 15 000 $ | Mariano Kestelboim         | Maximiliano Estévez         | 6-2, 5-7, 6-2      |
| 12 novembre | F9, Ribeirão Preto    | Terre battue | 15 000 $ | João Souza                 | Christian Lindell           | 4-6, 6-4, 3-0, ab. |
| 12 novembre | F1, Viña del Mar      | Terre battue | 15 000 $ | Mauricio Echazú            | Juan Carlos Sáez            | 6-1, 6-2           |
| 12 novembre | F10, Milovice         | Dur (int.)   | 15 000 $ | Tomáš Macháč               | Christoph Negritu           | 6-2, 6-2           |
| 12 novembre | F27, Charm el-Cheikh  | Dur          | 15 000 $ | David Pérez Sanz           | Adam Mounir                 | 65-7, 6-3, 6-3     |
| 12 novembre | F32, Pensacola        | Terre battue | 15 000 $ | Nuno Borges                | Ricardo Rodríguez           | 6-4, 6-3           |
| 12 novembre | F8, Heraklion         | Dur          | 15 000 $ | Tom Kočevar-Dešman         | Vít Kopřiva                 | 7-61, 6-2          |
| 12 novembre | F3, Mishref           | Dur          | 15 000 $ | Aidan McHugh               | Constantin Bittoun Kouzmine | 6-1, 6-3           |
| 12 novembre | F2, Maputo            | Dur          | 15 000 $ | Matías Franco Descotte     | Benjamin Lock               | 6-2, 6-3           |
| 12 novembre | F9, Nonthaburi        | Dur          | 15 000 $ | Konstantin Kravchuk        | Lee Kuan-yi                 | 7-5, 6-2           |
| 12 novembre | F40, Monastir         | Dur          | 15 000 $ | Ivan Gakhov                | Ronan Joncour               | 7-67, 7-5          |
| 12 novembre | F36, Antalya          | Terre battue | 15 000 $ | Nerman Fatić               | Dante Gennaro               | 6-2, 6-0           |
| 19 novembre | F33, Columbus         | Dur (int.)   | 25 000 $ | Roberto Ortega Olmedo      | Jack Findel-Hawkins         | 3-6, 6-2, 6-2      |
| 19 novembre | F2, Santiago          | Terre battue | 15 000 $ | Facundo Mena               | Bastián Malla               | 6-4, 6-4           |
| 19 novembre | F11, Říčany           | Dur (int.)   | 15 000 $ | Tomáš Macháč               | Jiří Lehečka                | Forfait            |
| 19 novembre | F28, Charm el-Cheikh  | Dur          | 15 000 $ | David Pérez Sanz           | Ryan Nijboer                | 6-1, 6-1           |
| 19 novembre | F4, Panama            | Terre battue | 15 000 $ | Maximiliano Estévez        | Mirko Martinez              | 6-3, 6-3           |
| 19 novembre | F1, Stellenbosch      | Dur          | 15 000 $ | Geoffrey Blancaneaux       | Sebastian Prechtel          | 6-4, 6-0           |
| 19 novembre | F41, Monastir         | Dur          | 15 000 $ | Aslan Karatsev             | Ivan Gakhov                 | 6-4, 6-3           |
| 19 novembre | F37, Antalya          | Terre battue | 15 000 $ | Edris Fetisleam            | Dante Gennaro               | 7-68, 6-1          |
| 26 novembre | F1, Yaoundé           | Dur          | 25 000 $ | Skander Mansouri           | Jack Findel-Hawkins         | 3-6, 6-2, 6-2      |
| 26 novembre | F34, Waco             | Dur (int.)   | 25 000 $ | Michael Geerts             | Maxime Cressy               | 6-2, 4-6, 6-4      |
| 26 novembre | F3, Antofagasta       | Terre battue | 15 000 $ | Facundo Mena               | Gabriel Alejandro Hidalgo   | 6-1, 4-6, 6-1      |
| 26 novembre | F12, Prague           | Dur (int.)   | 15 000 $ | Andrés Artuñedo            | Michal Konečný              | 6-1, 7-61          |
| 26 novembre | F29, Le Caire         | Terre battue | 15 000 $ | Youssef Hossam             | Matthieu Perchicot          | 4-6, 6-2, 6-3      |
| 26 novembre | F1, Saint-Domingue    | Dur          | 15 000 $ | Baptiste Crepatte          | José Olivares               | 6-3, 6-2           |
| 26 novembre | F2, Stellenbosch      | Dur          | 15 000 $ | Toby Martin                | Connor Farren               | 7-5, 7-65          |
| 26 novembre | F42, Monastir         | Dur          | 15 000 $ | Aslan Karatsev             | Alexandre Müller            | 6-4, 4-6, 6-1      |
| 26 novembre | F38, Antalya          | Terre battue | 15 000 $ | Ronald Slobodchikov        | Edris Fetisleam             | 6-2, 7-5           |

### Décembre
| Date        | Lieu du tournoi    | Surface      | Dotation | Vainqueur          | Finaliste           | Score          |
| ----------- | ------------------ | ------------ | -------- | ------------------ | ------------------- | -------------- |
| 3 décembre  | F2, Yaoundé        | Dur          | 25 000 $ | Corentin Denolly   | Skander Mansouri    | 7-63, 6-4      |
| 3 décembre  | F35, Tallahassee   | Dur (int.)   | 25 000 $ | Maxime Cressy      | Ryan Peniston       | 6-4, 7-64      |
| 3 décembre  | F2, Saint Domingue | Dur          | 15 000 $ | Alejandro Tabilo   | José Olivares       | 6-3, 6-3       |
| 3 décembre  | F30, Le Caire      | Terre battue | 15 000 $ | Riccardo Bonadio   | Vít Kopřiva         | 6-2, 6-0       |
| 3 décembre  | F1, Islamabad      | Dur          | 15 000 $ | Kim Cheong-eui     | Rio Noguchi         | 63-7, 6-2, 6-1 |
| 3 décembre  | F4, Doha           | Dur          | 15 000 $ | Gonçalo Oliveira   | Aslan Karatsev      | 6-3, 7-5       |
| 3 décembre  | F3, Stellenbosch   | Dur          | 15 000 $ | Benjamin Lock      | Ruan Roelofse       | 63-7, 6-3, 6-2 |
| 3 décembre  | F43, Monastir      | Dur          | 15 000 $ | Steven Diez        | Gabriel Petit       | 6-2, 6-3       |
| 3 décembre  | F39, Antalya       | Terre battue | 15 000 $ | Wilson Leite       | Dejan Katić         | 6-3, 6-4       |
| 10 décembre | F3, Saint Domingue | Dur          | 15 000 $ | Nick Hardt         | Alejandro Tabilo    | 7-5, 6-3       |
| 10 décembre | F31, Le Caire      | Terre battue | 15 000 $ | Youssef Hossam     | Matthieu Perchicot  | 6-3, 6-3       |
| 10 décembre | F2, Islamabad      | Dur          | 15 000 $ | Kim Cheong-eui     | Kai Wehnelt         | 6-2, 6-2       |
| 10 décembre | F5, Doha           | Dur          | 15 000 $ | Tak Khunn Wang     | Gonçalo Oliveira    | 6-3, 6-3       |
| 10 décembre | F44, Monastir      | Dur          | 15 000 $ | Manuel Guinard     | Aziz Dougaz         | 7-5, 6-4       |
| 10 décembre | F40, Antalya       | Terre battue | 15 000 $ | Oriol Roca Batalla | Ronald Slobodchikov | 6-1, 6-2       |
| 17 décembre | F3, Islamabad      | Terre battue | 15 000 $ | Kai Wehnelt        | Rio Noguchi         | 6-1, 7-5       |
| 17 décembre | F6, Doha           | Dur          | 15 000 $ | Lorenzo Frigerio   | Aslan Karatsev      | 2-6, 6-4, 7-5  |
| 17 décembre | F45, Monastir      | Dur          | 15 000 $ | Steven Diez        | Clément Tabur       | 6-3, 7-63      |
| 17 décembre | F41, Antalya       | Terre battue | 15 000 $ | Ivan Nedelko       | Oriol Roca Batalla  | 1-6, 7-63, 6-3 |
| 24 décembre | F3, Hong Kong      | Dur          | 25 000 $ | Denis Yevseyev     | Gao Xin             | 6-4, 1-6, 6-4  |